# Maxim Tissot
Maxim Tissot (* 13. April 1992 in Gatineau, Quebec, Kanada) ist ein kanadischer Fußballspieler. Er spielt auf der Position des linken Mittelfeldspielers.

## Karriere

### Jugend
Maxim Tissot begann seine Laufbahn in seiner Heimatstadt Gatineau beim FC Outaouais, wo er zwischen 2004 und 2008 aktiv war. Zudem schloss er sich zwischen 2006 und 2009 dem National High Performance Center an. In dieser Zeit wurde Tissot in mehrere regionale Auswahlteams berufen. Im Jahr 2009 stieß er zu Trois-Rivières Attack, wo er die CSL Championship gewinnen konnte. 2010 wechselte er dann in die Jugendakademie von Montreal Impact und wurde in der MLS Reserve League eingesetzt.

### Beginn der Profilaufbahn bei Montreal Impact
Am 26. Februar 2013 erhielt Tissot zusammen mit Wandrille Lefèvre als Homegrown Player einen Profivertrag bei der Profimannschaft von Montreal Impact, nachdem er im Trainingslager zur Saisonvorbereitung auf sich aufmerksam machen konnte. In der Major League Soccer debütierte er schließlich am 26. April des Jahres im Spiel gegen die Columbus Crew. Im Laufe der weiteren Saison 2013 wurde er in insgesamt sechs Ligaspielen eingesetzt. Am 29. September gelang ihm gegen Chicago Fire dabei sein erstes Tor in einem Profi-Ligaspiel. Zudem stand er in beiden Spielen gegen Deportivo Heredia in der CONCACAF Champions League in der Startaufstellung.
In der Saison 2014 wurde Maxim Tissot in 20 Spielen eingesetzt, wobei er in sieben Spielen von Beginn an in der Aufstellung stand. Insgesamt gelangen ihm zwei Saisontore. In der darauffolgenden Saison 2015 spielte Tissot elf Mal für Impact, er erzielte ein weiteres Tor.
Am 28. Juni 2016 gab Montreal Impact bekannt, sich mit sofortiger Wirkung von Maxim Tissot zu trennen. Als Grund gab das Franchise an, den Platz für einen neuen Spieler freimachen zu wollen. Tissot spielte bis dahin in 44 Ligaspielen (fünf Tore), acht Spielen in der Canadian Championship und neun Spielen der CONCACAF Champions League. Tags später wurde David Choinière als neuer Spieler vorgestellt, der somit Tissots Platz einnimmt.

### Nationalmannschaft
Am 18. November 2014 wurde Tissot von Kanadas Nationaltrainer Benito Floro erstmals für die kanadische Fußballnationalmannschaft für das Länderspiel gegen Panama nominiert – insofern überraschend, als dass Tissot für keine der Nachwuchsnationalmannschaften Kanadas nominiert worden war. Er stand zwar im Kader, kam im Spiel aber nicht zum Einsatz. Sein Debüt für die Nationalmannschaft gab er am 16. Januar 2015 in einem Freundschaftsspiel gegen Island.

## Erfolge

### Montreal Impact
Canadian Championship
2013, 2014

### Montreal Impact Academy
Canadian Soccer League Defender of the Year
2012